# Piotr Bazanov
Piotr Vasílievich Bazanov (en ruso: Пётр Васи́льевич База́но; Rameshki, 10 de enero de 1923 - Moscú, 4 de septiembre de 2003) fue un piloto de caza soviético y as de la aviación que durante la Segunda Guerra Mundial combatió en el 3.er Regimiento de Aviación de Caza de la Guardia. Por sus acciones militares, fue condecorado con el título de Héroe de la Unión Soviética el 26 de octubre de 1944. Durante la guerra consiguió dieciocho victorias aéreas individuales y seis compartidas.

## Biografía

### Infancia y juventud
Bazanov nació el 10 de enero de 1923 en la pequeña localidad rural de Rameshki, en el óblast de Moscú, en el seno de una familia de campesinos rusos. En 1934, la familia se trasladó a Lubin, donde cursó la escuela secundaria. Tras graduarse, trabajó en la Fundición y Planta Mecánica Liublino (actualmente en el límite urbano de Moscú) y como mecánico de automóviles antes de comenzar su carrera en la aviación. Tras formarse en el club de vuelo de Podolsk, se alistó en el Ejército Rojo en enero de 1941; se afilió al Partido Comunista de la Unión Soviética en 1942.

### Segunda Guerra Mundial
Después de unirse al ejército en febrero de 1941, realizó un entrenamiento adicional en la Escuela de Pilotos de Aviación Militar de Kachin, donde voló aviones Yakovlev UT-2 y Polikarpov I-16 antes de graduarse en julio de 1942. Fue enviado al frente en septiembre como comandante adjunto de escuadrón del 3.er Regimiento de Aviación de Cazas de la Guardia, de la 235.ª División de Caza del 10.º Cuerpo de Aviación de Caza del 2.do Ejército Aéreo en el Primer Frente Ucraniano, donde pilotó un Lavochkin La-5. A lo largo de la guerra, realizó 362 misiones de combate, que incluyeron sesenta combates aéreos, dieciocho victorias individuales y seis compartidas, por lo que fue condecorado con el título de Héroe de la Unión Soviética el 26 de octubre de 1944. Alcanzó el grado de capitán en 1944 y el de mayor en 1945.

### Posguerra
Tras la guerra, Bazanov permaneció en la Fuerza Aérea, graduándose en la Escuela Táctica de Oficiales Aerotransportados de Líptesk en 1946. Durante su carrera militar se convirtió en un hábil piloto de Yak-15, MiG-9, MiG-15 y, posteriormente, de MiG-17, MiG-19, MiG-21, MiG-23, entre otros aviones a reacción de reciente introducción, para cuyo vuelo entrenó a regimientos. Ascendió a teniente coronel en 1954 y, finalmente, a teniente general de Aviación en 1973, tras graduarse de la Academia Militar de la Fuerza Aérea de Monino en 1958 y de los Cursos Académicos Superiores de la Fuerza Aérea en 1973.
Desde marzo de 1952 hasta junio de 1953, estuvo destinado en la recién formada República Popular China, donde ayudó al desarrollo de las defensas aéreas. Posteriormente regresó a la Unión Soviética donde ocupó los siguientes cargos hasta su jubilación: comandante del 86.º Regimiento de Aviación de Cazas de la Guardia en Odesa desde 1958 hasta 1960; comandante adjunto del 16.º Regimiento de Aviación de Cazas de la Guardia desde 1960 hasta 1964; comandante de la 126.ª División de Cazas en Alemania del Este desde 1964 hasta 1967; comandante adjunto de entrenamiento desde 1967 hasta 1972; comandante del 1.er Ejército Aéreo del Lejano Oriente en Jabárovsk desde 1972 hasta 1974; comandante adjunto de entrenamiento de combate desde 1974 hasta 1981; y jefe de la División de Seguridad de la Fuerza Aérea desde 1981 hasta su jubilación en 1985. En 1966 se le concedió el título de Piloto Militar Honorífico de la URSS por su labor en la Fuerza Aérea, entre otros altos galardones.
En 1985 se retiró del servicio activo en el ejército y trabajó en la fábrica de helicópteros Mil de Moscú, donde participó en el desarrollo de varios diseños de helicópteros, además presidió el Consejo de Veteranos del Distrito Administrativo Nororiental de Moscú. Fue enterrado en el cementerio Troyekúrovskoye tras su fallecimiento el 4 de septiembre de 2003.

## Condecoraciones
Unión Soviética
|  | Héroe de la Unión Soviética                                                                            |
|  | Piloto Militar Honorífico de la URSS                                                                   |
|  | Orden de Lenin                                                                                         |
|  | Orden de la Bandera Roja, dos veces                                                                    |
|  | Orden de la Revolución de Octubre                                                                      |
|  | Orden de la Guerra Patria de 1.er grado, tres veces                                                    |
|  | Orden de la Estrella Roja, tres veces                                                                  |
|  | Orden del Servicio a la Patria en las Fuerzas Armadas de la URSS de 3.er grado                         |
|  | Medalla por el Servicio de Combate                                                                     |
|  | Medalla Conmemorativa por el Centenario del Natalicio de Lenin «Al valor militar»                      |
|  | Medalla por la Defensa de Stalingrado (1942)                                                           |
|  | Medalla por la Defensa del Cáucaso (1944)                                                              |
|  | Medalla por la Victoria sobre Alemania en la Gran Guerra Patria 1941-1945 (1945)                       |
|  | Medalla Conmemorativa del 20.º Aniversario de la Victoria en la Gran Guerra Patria de 1941-1945 (1965) |
|  | Medalla Conmemorativa del 30.º Aniversario de la Victoria en la Gran Guerra Patria de 1941-1945 (1975) |
|  | Medalla Conmemorativa del 40.º Aniversario de la Victoria en la Gran Guerra Patria de 1941-1945        |
|  | Medalla Conmemorativa del 50.º Aniversario de la Victoria en la Gran Guerra Patria de 1941-1945        |
|  | Medalla de Veterano de las Fuerzas Armadas de la URSS                                                  |
|  | Medalla del 30.º Aniversario de las Fuerzas Armadas de la URSS                                         |
|  | Medalla del 40.º Aniversario de las Fuerzas Armadas de la URSS                                         |
|  | Medalla del 50.º Aniversario de las Fuerzas Armadas de la URSS                                         |
|  | Medalla del 60.º Aniversario de las Fuerzas Armadas de la URSS                                         |
|  | Medalla del 70.º Aniversario de las Fuerzas Armadas de la URSS                                         |
|  | Medalla por Servicio Impecable de 1.er grado                                                           |
|  | Medalla de Zhúkov                                                                                      |

Otros países
|  | Orden de la Bandera Roja (Checoslovaquia)         |
|  | Cruz de la Guerra de Checoslovaquia (1939 - 1945) |
|  | Cruz al Mérito (Polonia)                          |